# Potenziale Volta
In elettrochimica, il potenziale Volta (o potenziale esterno o potenziale di contatto) indica la differenza di potenziale elettrico tra due punti (indicati nel seguito con "1" e "2") nel vuoto, così posizionati:
- il punto (1) vicino alla superficie del metallo M1;
- il punto (2) vicino alla superficie del metallo M2 (o un elettrolita);

dove M1 e M2 sono due metalli elettricamente scarichi posti in contatto.
Sebbene sia generalmente chiamato "potenziale Volta", in realtà si tratta di una differenza di potenziale, per cui si dovrebbe parlare più propriamente di differenza di potenziale Volta (o differenza di potenziale esterno).

## Misurazione del potenziale Volta
La somma del potenziale Volta e del potenziale superficiale (quest'ultimo attribuibile alla presenza del doppio strato elettrico) è data dal potenziale Galvani.
A differenza del potenziale superficiale, che non è misurabile (tranne che nel caso particolare di due metalli della stessa natura chimica), il potenziale Volta tra due metalli si può sempre misurare, schematizzando i due metalli a contatto come se fossero le facce di un condensatore, per cui il valore del potenziale Volta ψ è dato dal rapporto tra la carica elettrica Q che bisogna fornire per caricare il condensatore e la capacità elettrica del condensatore:
{\displaystyle \psi ={\frac {Q}{C}}}
Il potenziale Volta tra un metallo e un elettrolita si misura in maniera analoga.